# Ferdinand Cattini
Ferdinand «Pic» Cattini (* 27. September 1916 in Grono; † 17. August 1969 in Davos) war ein Schweizer Eishockeyspieler. Sein Bruder Hans Cattini war ebenfalls Schweizer Nationalspieler.

## Karriere
Auf Vereinsebene spielte Ferdinand Cattini, der aufgrund seiner kleinen Statur meist «Picolo» oder «Pic» gerufen wurde, für den HC Davos. Dort bildete er zusammen mit seinem Bruder Hans Cattini und Richard Torriani den sogenannten «ni»-Sturm, der in mehr als zehn Jahren äußerst erfolgreich war. Mit dem HC Davos gewannen die drei Spieler 15 Schweizer Meistertitel.
Ferdinand Cattini nahm für die Schweizer Nationalmannschaft an den Olympischen Winterspielen 1936 in Garmisch-Partenkirchen sowie 1948 in St. Moritz teil. Mit seinem Team gewann er bei den Winterspielen 1948 die Bronzemedaille. Bei der Europameisterschaft 1932 sowie der Weltmeisterschaft 1937 gewann er mit seiner Mannschaft jeweils die Bronze-, bei der Weltmeisterschaft 1935 die Silbermedaille. Als bestes europäisches Team wurde die Schweiz bei der WM 1935 zudem Europameister.

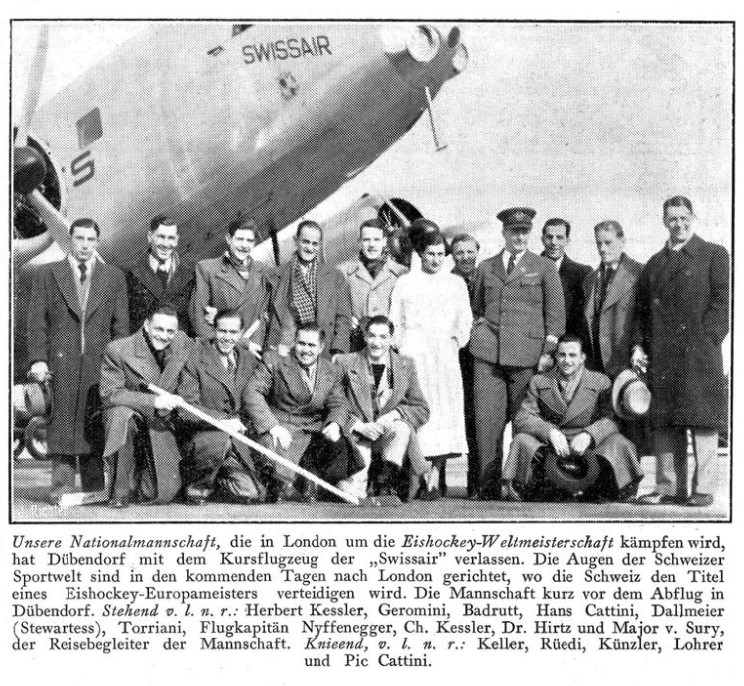
1937, Schweizer Eishockeynationalmannschaft

1998 wurde er mit der Aufnahme in die IIHF Hall of Fame geehrt. Seit 2010 ist eine der beiden Vorrundengruppen des Spengler Cup nach ihm und seinem Bruder Hans benannt.

## Erfolge und Auszeichnungen
- 1932 Bronzemedaille bei der Europameisterschaft
- 1935 Silbermedaille bei der Weltmeisterschaft
- 1937 Bronzemedaille bei der Weltmeisterschaft
- 1948 Bronzemedaille bei den Olympischen Winterspielen
- 1998 Aufnahme in die IIHF Hall of Fame